# Gigi Ibrahim
Pour les articles homonymes, voir Ibrahim (homonymie).
 (juillet 2014).
Gihan "Gigi" Ibrahim (en arabe : جيهان إبراهيم) est née le 2 décembre 1986 en Californie, mais a grandi en Égypte. Journaliste, blogueuse et militante politique, elle a joué un rôle capital durant le Printemps arabe et la Révolution égyptienne de 2011, grâce à ses publications sur Twitter. Elle fait partie d'une nouvelle génération de « journalistes citoyens » qui informent au moyen de médias sociaux comme les blogs, Twitter ou Facebook.

## Biographie
Elle est diplômée de l'Université Américaine du Caire, où elle a validé un diplôme en sciences politiques. Avant la Révolution du mois de janvier, elle n'avait jamais eu de relation avec des protestataires ou des mouvements d'opposition, en partie à cause de ses origines : son père fait en effet partie de l'élite qu'elle combat, ce qui est source de nombreux conflits au sein de sa famille.

### La Révolution égyptienne
Elle rejoint la Révolution socialiste après sa rencontre avec Hossam el-Hamalawy (en), membre de ce groupe politique, lors d'un cours que celui-ci dispensait et qui avait pour thème « Mobilisation sociale sous les régimes autoritaires ». Comme d'autres militants, elle a appelé au rassemblement à la place Tahrir afin de manifester le 25 janvier 2011, jour de la fête de la police, considérée en Égypte comme le bras armé du pouvoir en place.
Un reportage réalisé par Inigo Gilmore et diffusé sur PBS Network lui a été consacré. Dans Gigi's revolution, le journaliste la suit des tout premiers jours de la révolution mais également chez elle, où elle revient sur la réserve initiale des classes moyennes égyptiennes vis-à-vis de cette révolution.
Le 28 février 2011, elle fait la couverture du Time en tant qu'un des leaders de la place Tahrir, lieu emblématique de la Révolution égyptienne. Elle est aussi apparue sur Al Jazeera et The Daily Show. Tout en reconnaissant l'importance d'Internet dans l'aide à la coordination des révolutionnaires lors de la destitution du président Hosni Mubarak, elle souligne que « c'était les affrontements dans les rues qui étaient capitaux. C'est grâce à ce pouvoir que la révolution s'est faite ».